# Thabiti
Pour les articles homonymes, voir Thabiti.
Thabiti Ibrahima, dit Thabiti stylisé THABITI, est un rappeur et chanteur français d'origine comorienne, né le 22 décembre 1997 à Marseille. Gagnant en notoriété pour son single Maeva Ghennam certifié single d'or par la SNEP et pour sa participation à la compilation 13'Organisé.

## Biographie

### Jeunesse et début
Thabiti naît le 22 décembre 1997 dans le 5ᵉ arrondissement de Marseille et originaire de la cité Consolat situé dans les quartiers nord de Marseille. Il grandit au sein d'une famille comorienne nombreuse de huit enfants avec un père professeur dans une école coranique,. Il est le cousin du rappeur et chanteur Soprano.[réf. souhaitée]. Il commence à faire de la musique à l'âge de 16 ans.
Il commence le rap en 2016 avec son titre Juventus. Un an plus tard, l’artiste sort son premier projet, un EP baptisé Narendé Narendé composé de huit morceaux dont des collaborations avec SMY, Derk16 et Seji.

### Révolution 13'OrganiséetMaeva Ghennam(2020)
En 2020, sa carrière prend un tournant grâce à la compilation 13'Organisé du rappeur Jul, un projet mettant en lumière la scène Marseillaise où l'on peut le voir aux côtés de plusieurs rappeurs tels que Alonzo, Soprano, SCH, Naps et Jul. 
Le 15 octobre 2020, il sort le titre Maeva Ghennam, une chanson à l'effigie de la personnalité éponyme, qui est certifiée single d'or le 21 décembre 2023. 

### Comorien Corse et Costa Azzurra(2021)
Le 9 avril 2021, il sort son premier album Comorien Corse avec comme featuring Alonzo, AM La Scampia, SAF, Elams, Graya, Solda, Kamikaz, Houari & Djiha. 
En septembre 2021, il sort son deuxième album Costa Azzurra en septembre 2021 avec des collaborations comme Jul, Soprano, Naps, Mula B et la chanteuse Lyna Mahyem.

### Classico Organisé, 13'Organisé 2 et Indépendance(2021-2024)
En octobre 2021, Thabiti participe au projet Le Classico Organisé, sur le titre Cœur de pirate, mêlant rappeurs parisiens et marseillais. Il collabore aussi avec Alexandra Stan, Fresh LaDouille, Youssoupha et Vegedream. 
En 2024, on le retrouve sur la compilation 13'Organisé 2, un projet porté par le rappeur Jul.

### Sinatra Record(2024-25)
En fin 2024, il annonce sur ses réseaux sociaux ne plus être lié à son producteur et avoir fondé son propre label Sinatra Record[source secondaire nécessaire].

## Discographie

### Singles
2017 : 
- Kylie Jenner
- C'est bow (feat. Veazy)

2019 : 
- BDV
- Marseille faits divers

2020 : 
- VRRR (feat. Elams)
- Freestyle Afghan
- En attendant temps plein
- Wesh le zin (feat. LHKA)
- Maeva Ghennam Or

2021 : 
- 13D (feat. Kamikaz, Houari, AM La Scampia, SAF, Elams, Djiha, Grava & Solda)
- Baltimore
- Cataleya
- On la fait (Bilton avec Thabiti)
- Jacquemus
- Tentation (feat. Lyna Mahyem)
- Trafic (Graya avec Thabiti)

2022 : 
- La Zendaya
- 1993 (La Zona Freestyle #4)
- Lifestyle
- Le bon jaune
- Tchouktchouka (prod Bendo)
- Loi de la calle (DJ JESS & DOO avec Thabiti & Sultan)
- Ex ( Medi Meyz, Vegedream avec Thabiti)
- Milli (feat. Fresh laDouille)

2023 : 
- M.A.R.S
- Minuit
- All eyes on me (feat. Youssoupha)
- Sur le bleu
- Sortez les mapessa

### Apparitions
- 2018 : Canardo - C'est comment (sur l'album Métamorphose)
- 2019 : Elams feat. Steban, MOH, Miklo, Dibson, SAF, Lil So, La coza, Lebeey, Dika, Thabiti & Houari - Elams et les 40 voleurs - Épisode 1
- 2021 : Kamkikaz feat. Thabiti, Zbig, Malaa & Elams - Chez Nous (sur l'album Sofiane)
- 2021 : Lyms - 7/7 (sur l'album 7 vie 2)
- 2021 : Graya - Trafic (sur l'album L'étoile noire)
- 2021 : Young Slash & Demo feat. Thabiti & Moubarak - Cellulare (sur l'album Drill Life)
- 2022 : Lyna Mayhem - Chouchou (sur l'album Authentic)
- 2022 : Bilk feat. Kamikaz, Veazy, Elams, Thabiti, Moubarak & SAF - Grosse moula (sur l'album Salvador Dali)
- 2024 : DJ Flash - Kengan Ashura (sur l'EP Sous contrôle)
- 2024 : Patsaou - Mzingua (sur l'album Désordre)
- 2024 : DerK16 feat. Thabiti & Smy - Oukoumbi (sur l'EP Comorian Vibes)
- 2025 : Mr Carlton feat. Andyman & Thabiti - After
- 2025 : Samia - Ciel étoilé (t'es une superstar)